# آسپا
آسپا (به اسپانیایی: Aspa) یک منطقهٔ مسکونی در اسپانیا است که در سگریا واقع شده‌است. آسپا ۱۰٫۲ کیلومتر مربع مساحت دارد ۲۵۶ متر بالاتر از سطح دریا واقع شده‌است.